# Patrick Besson
Patrick Besson (Montreuil, 1 juni 1956) is een Franse schrijver, journalist en polemist.

## Leven
Besson werd geboren als zoon van een Russische vader van joodse afkomst die het gaullisme aankleefde en een Kroatische moeder die Servische monarchiste was.. In 1974 publiceerde hij zijn eerste roman, Les Petits Maux d'amour. In 1985 ontving hij de Grand Prix du roman de l'Académie française voor Dara en tien jaar later, in 1995, de Prix Renaudot voor Les Braban (in het Nederlands vertaald als De familie Braban : roman). In 2011 ontvangt hij de Prix Duménil voor Come Baby
Als communistisch sympathisant verzorgde hij de literaire kroniek bij de krant L'Humanité. Hij werkte vervolgens mee aan VSD, Le Figaro, Figaro Magazine, Le Point, Voici en aan Marianne, waarbij zich voortdurend "een niet pratikerend communist" bleef noemen.
Patrick Besson heeft evenzo lak aan dogma's als aan de opgelegde pensée unique of buigen voor de lijn van het blad waar hij voor schrijft en veracht het Parijse schrijverswereldje.. Met als handelsmerk zijn scherpe literaire kritieken en openbare polemieken, heeft de geboren provocateur Patrick Besson ook meegewerkt aan het blad L'Idiot International van Jean-Edern Hallier.
Tijdens de oorlogen in Joegoslavië, steunde Patrick Besson Servië. Hij schreef het boek Coup de gueule : Contre les calomniateurs de la Serbie ('Kaakslag: Tegen de bezwadderaars van Servië'), wat hem nogal wat polemieken opleverde met overige linkse intellectuelen zoals Michel Polac, Romain Goupil en Didier Daeninckx. Aangevallen door deze laatste, wijdde hij hem een pamflet in de vorm van een roman, getiteld Didier dénonce ('Didier legt ten laste') (éditions Gérard de Villiers).
In een kroniek verschenen in Le Point van begin 2011 hekelt hij Eva Joly, kandidate bij de Franse presidentsverkiezingen voor Europe Écologie-Les Verts, verwijzend naar haar vreemde afkomst en haar accent. Deze kroniek wekt hevige verontwaardiging op bij de politieke klasse en bij antiracistische verenigingen.
« Democratie, dat is wanneer iedereen een dak boven het hoofd en werk heeft, en ook het recht te zeggen wat hij denkt, zoals hij het denkt, wanneer hij het denkt. Bij mijn weten bestaat dat politieke stelsel nog niet, of het nu in Afrika is of waar dan ook ter wereld. »
Patrick Besson is sinds 2000 lid van de jury voor de Prix Renaudot.

## Werken
- 1974 : Les petits Maux d'amour,  ISBN 978-2-02-001227-0; heruitgave 1989 Messidor ISBN 2-209-06217-9; 1992 Gallimard ISBN 2-07-038499-3; 1996 Albin Michel ISBN 2-226-08502-5
- 1974 : Je sais des histoires, Éditions du Seuil; heruitgave 1991 éditions du Rocher ISBN 978-2-268-01140-0; Pocket ISBN 2-266-05604-2
- 1976 : L'École des absents, Éditions du Seuil ISBN 978-2-02-004475-2
- 1979 : La Maison du jeune homme seul, Hachette ISBN 978-2-01-005711-3; heruitgave 1986 Albin Michel ISBN 2-226-02670-3; 1988 Lgf ISBN 2-253-04507-1; 2003 La Table ronde ISBN 2-7103-2583-7
- 1980 : Lettre à un ami perdu, Éditions du Seuil ISBN 2-02-005574-0; heruitgave 1984 Éd. du Seuil ISBN 2-02-006977-6; 1998 J'ai lu ISBN 978-2-277-30218-6; 2010 Points ISBN 978-2-7578-1960-9
- 1980 : Vous n'auriez pas vu ma chaîne en or ?, Presses de la Renaissance ISBN 2-85616-184-7
- 1981 : Nostalgie de la princesse, Éditions du Seuil ISBN 2-02-005911-8; heruitgave 1993 Pocket ISBN 2-266-05603-4
- 1982 : Le Deuxième couteau, Éditions B.F.B. ISBN 2-86552-008-0
- 1982 : La Boum, met Danièle Thompson, Ramsay ISBN 2-85956-316-4; heruitgave 1983 J'ai Lu ISBN  978-2-277-21504-2; 1983 France-loisirs ISBN 2-7242-1722-5; 1993 Presses Pocket ISBN 2-266-05034-6; 1995 Éd. du Rocher ISBN 2-268-2171-83
- 1985 : Insolences, Albin Michel ISBN 2-226-02230-9
- 1985 : Dara, Éd. du Seuil ISBN 2-02-008887-8 (Grand Prix du roman de l'Académie française 1985); heruitgave 1986 France-loisirs ISBN 2-7242-2911-8; 1987 Éd. du Seuil ISBN 2-02-009471-1; 2000 Lgf ISBN 2-253-14874-1; 2008 Points ISBN 978-2-7578-0959-4
- 1986 : La Chute de Saïgon : Théâtre, Messidor ISBN 2-209-05834-1
- 1987 : Salade russe, Orban ISBN 2-85565-353-3
- 1987 : Ah ! Berlin, Barrault ISBN 2-7360-0075-7
- 1987 : Amicalement rouge, Messidor ISBN 978-2-209-05948-5; heruitgave 1996
- 1988 : Lettres d'Europe, met (France) Symposium international sur l'identité culturelle européenne (1988), Albin Michel ISBN 978-2-226-03275-1
- 1988 : La Statue du commandeur, Albin Michel ISBN 978-2-226-03463-2; heruitgave 1990 Lgf ISBN 2-253-05462-3; 2008 Points ISBN 978-2-7578-0999-0
- 1989 : Un peu d'humanité, Messidor ISBN 978-2-209-06119-8
- 1989 : L'Ecole des absents, Barrault ISBN 2-7360-0100-1; heruitgave 1994 Albin Michel ISBN 2-226-06959-3; 2012 Points ISBN 978-2-7578-2658-4
- 1989 : Ah ! Berlin et Autres récits, Gallimard ISBN 978-2-07-038117-3; heruitgave 2000 Éd. du Rocher ISBN 2-268-03530-1
- 1989 : Theâtre choisi, Fixot ISBN 2-87645-059-3
- 1990 : Divers gauche, Messidor ISBN 978-2-209-06418-2
- 1990 : La Paresseuse, Albin Michel ISBN 2-226-04832-4; heruitgave 1990 le Grand livre du mois; 1991 France loisirs ISBN 2-7242-6381-2; 1992 Librairie générale française (LdP) ISBN 2-253-06065-8; 1992 Éd. de la Seine ISBN 2-7382-0529-1; 1992 Éd. en gros caractères ISBN 2-84057-005-X; 2007 Points ISBN 978-2-7578-0559-6
- 1990 : 10 ans pour rien ? : les années 80 (met Thierry Ardisson, Frédéric Berthet, Alain Bonnand et al.) Éditions du Rocher ISBN 2-268-00911-4
- 1990 : Le congrès de Tours n'aura pas, Messidor ISBN 2-209-06329-9
- 1991 : Nostalgie de la princesse, Éd. du Rocher ISBN 2-268-01119-4; heruitgave 2006 Fayard ISBN 978-2-213-62949-0
- 1991 : Les Années Isabelle, Éd du Rocher ISBN 2-268-01118-6; heruitgave 2002 Éd. du Rocher ISBN 2-268-04227-8; 2010 Mille et une Nuits ISBN 978-2-7555-0135-3
- 1991 : Les ai-je bien descendus ?, Messidor ISBN 978-2-209-06610-0
- 1991 : Rot coco, R. Deforges ISBN 978-2-905538-87-1
- 1992 : Julius et Isaac, Albin Michel ISBN 978-2-226-05961-1; heruitgave 1992 Le Grand livre du mois; 1993 Éd. Corps 16 ISBN 2-84057-040-8; 1997 Éd. de la Seine ISBN 2-73820-985-8; 2007 Points ISBN 978-2-02-086245-5
- 1993 : La vie quotidienne de Patrick Besson sous le règne de François Mitterrand[7] Albin Michel ISBN 2-226-06342-0; heruitgave 2006 Fayard ISBN 978-2-213-62782-3
- 1993 : Le Deuxième Couteau, Éd. Christophe Barrault ISBN 978-2-7360-0017-2
- 1993 : La Femme riche, Albin Michel ISBN 978-2-286-04755-9; heruitgave 1993 Le Grand livre du mois; 1995 Librairie générale française ISBN 2-253-13818-5; 2005 Mille et une nuits ISBN 2-842-05918-2
- 1993 : Le Viol de Mike Tyson, Scandéditions ISBN 978-2-209-06832-6; heruitgave 1995 Albin Michel ISBN 2-226-07797-9; 2010 Mille et une nuits ISBN 978-2-7578-1744-5
- 1993 : L'Argent du parti, Le Temps des cerises ISBN 978-2-84109-001-3
- 1993 : Pas trop près de l'écran, met Éric Neuhoff, Éd. du Rocher ISBN 2-268-01625-0
- 1994 : Souvenir d'une galaxie dite nationale-bolchevique, suivi de Gauche, droite ? : politique et roman français, Éd. du Rocher ISBN 978-2-268-01728-0
- 1994 : Une vie en ligne de mire, J.-C. Lattès ISBN 2-7096-1503-7
- 1995 : Les Braban, Albin Michel ISBN 978-2-226-07851-3 (Prix Renaudot 1995); heruitgave 1995 La Grand livre du mois; 1997 Lgf ISBN 2-253-14171-2; 2006 Points ISBN 978-2-7578-0163-5 — vertaald als: (nl)  De familie Braban : roman, De Bezige Bij 1996 ISBN 90-234-3612-1; ook in grote letter: Stichting Uitgeverij XL, 1997 ISBN 90-5542-273-8
- 1995 : Folks, ou, [o kósmos], Éd. du Rocher ISBN 978-2-268-02162-1
- 1995 : Coup de gueule : Contre les calomniateurs de la Serbie, Ramsay ISBN 2-84114-033-4
- 1996 : Avec les Serbes, l'Âge d'homme ISBN 2-8251-0690-9
- 1996 : Sonnet pour Florence Rey et autres textes, L'Âge d'Homme ISBN 978-2-8251-0724-9
- 1996 : Haldred : Récit, Calmann-Lévy ISBN 978-2-7021-2636-3
- 1996 : Le dîner de filles, Pocket ISBN 2-266-06637-4
- 1996 : Vacances en Botnie, Éd. du Rocher ISBN 2-268-02425-3 ISBN 978-2-2680-2425-7
- 1997 : La science du baiser, Grasset ISBN 2-246-51041-4; heruitgave 1999 Lgf ISBN 2-253-14656-0; 2007 Points ISBN 978-2-7578-0486-5
- 1997 : Vous n'auriez pas vu ma chaîne en or ?, Calmann-Lévy ISBN 2-7021-2719-3; heruitgave 2002 La Table ronde ISBN 2-7103-2506-3; 2007 La Table ronde ISBN 978-2-7103-2506-2
- 1997 : Didier dénonce, G. de Villiers ISBN 978-2-7386-5891-3; heruitgave 2002 Fayard ISBN 2-213-61321-4; 2005 Lgf ISBN 978-2-253-11496-3
- 1997 : Éloge des Serbes (met Dimitri T. Analis, Charles Aznavour et al.), l'Âge d'homme ISBN 2-8252-1019-6
- 1998 : Et la nuit seule entendit leurs paroles, Éd. du Rocher ISBN 2-268-02809-7
- 1998 : Les frères de la consolation, Grasset ISBN 2-246-51051-1; heruitgave 1999 Éd. en gros caractères ISBN 2-84057-272-9
- 1998 : La sexe fiable, Michalon ISBN 2-84186-082-5; heruitgave 2004 Mille et une nuits ISBN 978-2-84205-818-0
- 1999 : Le Deuxième Couteau, Grasset ISBN 2-246-58551-1;heruitgave 2001 Lgf ISBN 2253150134
- 1999 : La "Titanic", Éd. du Rocher ISBN 2-268-03225-6; heruitgave 2001 Pocket ISBN 2-266-09772-5; 2006 Mille et une nuits ISBN 978-2-84205-954-5
- 1999 : Belgrade 99, suivi de Contre les calomniateurs de la Serbie, L'Âge d'Homme ISBN 978-2-8251-1326-4
- 2000 : Accessible à certaine mélancolie, Albin Michel ISBN 978-2-226-11734-2; heruitgave 2001 Éd. en gros caractères ISBN 2-84057-391-1; 2002 Lgf ISBN 2-253-15217-X; 2007 Points ISBN 978-2-7578-0641-8
- 2001 : Le Plateau télé, l'Archipel ISBN 2-84187-295-5; heruitgave 2010 Fayard ISBN 978-2-213-62969-8
- 2001 : L'Orgie échevelée, l'Âge d'homme ISBN 2-8251-1496-0; heruitgave 2006 Mille et une nuits ISBN 978-2-84205-952-1
- 2001 : Lui, Albin Michel ISBN 2-226-12653-8; heruitgave 2001 Points ISBN 2-7578-1619-5; 2003 Lgf ISBN 2-253-15489-X; 2009 Points ISBN 978-2-7578-1619-6
- 2001 : J'aggrave mon cas, Éd. du Rocher ISBN 978-2-268-03935-0
- 2001 : Zodiaque amoureux, Arléa ISBN 2-86959-536-0; heruitgave 2005 Mille et une nuits ISBN 978-2-84205-933-0
- 2001 : Les Frères de la Consolation, Lgf ISBN 2-253-15195-5; heruitgave 2005 Grasset & Fasquelle ISBN 978-2-246-51052-9
- 2001 : 28, boulevard Aristide-Briand, Bartillat ISBN 978-2-84100-234-4
- 2002 : Un état d'esprit, Fayard ISBN 978-2-213-61187-7; heruitgave 2005 Lgf ISBN 2-253-11158-9
- 2002 : Contes de campagne : dix-sept nouvelles de France (met Jean-Christophe Buisson, Edmonde Charles-Roux, et al.), Mille et une nuits ISBN 2-84205-663-9
- 2002 : Cause du people, 2002 Fayard ISBN 978-2-213-61449-6; heruitgave 2004 Lgf ISBN 2-253-10970-3
- 2003 : Les Voyageurs du Trocadéro, Éd. du Rocher ISBN 2-268-04449-1
- 2003 : Défiscalisées, Fayard ISBN 2-213-61607-8; heruitgave 2006 Mille et une nuits ISBN 978-2-84205-933-0; 2006 Lgf ISBN 978-2-253-11739-1
- 2003 : 28, boulevard Aristide-Briand, suivi de « Vacances en Botnie », Librio (J'ai lu) ISBN 978-2-290-33433-1
- 2003 : Tour Jade, Bartillat ISBN 2-7103-2583-7
- 2003 : Paris vu dans l'eau, Presses de la Renaissance ISBN 2-85616-910-4
- 2004 : Romans 1,[8], Fayard ISBN 2-213-61742-2
- 2004 : Romans 2[9], Fayard ISBN 2-213-61743-0
- 2004 : Encore que, Mille et une nuits ISBN 978-2-84205-870-8
- 2004 : Solderie, Fayard ISBN 978-2-84205-872-2
- 2005 : Saint-Sépulcre !, Fayard ISBN 2-213-62584-0; heruitgave 2006 Points ISBN 978-2-7578-0172-7
- 2005 : Ma rentrée littéraire, Cavatines ISBN 978-2-915850-01-7
- 2005 : Le Dîner de filles, Le Serpent à Plumes ISBN 978-2-268-05666-1
- 2006 : Marilyn Monroe n'est pas morte, Mille et une nuits ISBN 978-2-84205-953-8
- 2007 : Belle-sœur, Fayard ISBN 978-2-213-63242-1; heruitgave 2007 le Grand livre du mois ISBN 978-2-286-03563-1; 2009 Points ISBN 978-2-7578-0857-3
- 2008 : Romans 3[10] Fayard ISBN 978-2-213-63629-0
- 2008 : Et la nuit seule entendit leurs paroles, Mille et une nuits ISBN 978-2-7555-0054-7
- 2008 : Le Corps d'Agnès Le Roux, Fayard ISBN 978-2-213-62912-4
- 2009 : 1974 : nouvelles[11], Fayard ISBN 978-2-213-64335-9; heruitgave 2011 Points ISBN 978-2-7578-1553-3
- 2009 : Mais le fleuve tuera l'homme blanc[12][13][14], Fayard ISBN 978-2-213-62966-7; heruitgave 2010 Points ISBN 978-2-7578-1744-5
- 2009 : La Haine de la Hollande, Infini Cercle Bleu ISBN 978-2-35405-003-0
- 2010 : Le plateau télé : chronique du temps passé devant la télévision Fayard ISBN 978-2-213-62969-8
- 2010 : Être père, disent-ils : récits (met Olivier Adam, Jean-Yves Cendrey... et al.), J'ai lu ISBN 978-2-290-01690-9
- 2011 : Come Baby, Mille et une nuits ISBN 978-2-7555-0589-4 (Prix Duménil 2011)
- 2011 : Le Hussard rouge[15], le Temps des Cerises ISBN 978-2-84109-884-2
- 2011 : Au point, Journal d’un Français sous l’empire de la pensée unique[16][17], Fayard ISBN 978-2-213-62972-8